# McLaren MP4-23
McLaren MP4-23 — болид, разработанный и построенный командой McLaren для участия в чемпионате мира по автогонкам в классе Формула-1 в сезоне 2008 года.

## Презентация
Презентация машины состоялась 7 января 2008 года в Штутгарте. На презентации присутствовало около 700 служащих завода Mercedes, более 400 журналистов и официальные лица, в том числе — Берни Экклстоун.

Новинку представляли:
- Норберт Хауг — вице-президент Mercedes-Benz Motorsport,
- Рон Деннис — глава команды Vodafone McLaren Mercedes,
- Мартин Уитмарш — главный операционный директор,

гонщики:
- Льюис Хэмилтон,
- Хейкки Ковалайнен,
- Педро де ла Роса,
- Гэри Паффетт.

## История
Дебют автомобиля состоялся на зимних тестах в Хересе, Испания 9 января 2008 года. За руль новинки сел тест-пилот McLaren Педро де ла Роса.
MP4-23 позволила Льюису Хэмилтону стать Чемпионом мира Формулы-1 2008 года. Это случилось в драматической борьбе в последней гонке сезона — Гран-при Бразилии.
Команда заняла второе место в Кубке конструкторов, уступив Феррари.
По итогам года McLaren MP4-23 был удостоен специальной награды и звания «Гоночный автомобиль года 2008», по версии журнала «Autosport».

## Спонсоры
| - Vodafone - ExxonMobil - SAP - Bridgestone - Johnnie Walker | - aigo - Hugo Boss - Santander - Hilton International | - Schuco - Tag Heuer - Mutua Madrilena - Steinmetz Diamond Group |

## Официальные поставщики
| - Nescafe xPress - Fedex - Kenwood - Sonax - GS Yuasa - Enkei - Akebono | - Kangaroo TV - Yamazaki Mazak - Sports Marketing Surveys - Sparco - Silicon Graphics - Koni - Charmilles |

## Результаты в чемпионате 2008 года
| Легенда к таблице |                                                                    |
| --- | ------------------------------------------------------------------ |
| В таблице перечислены результаты всех Гран-при Формулы-1, в которых использовался автомобиль. Строками таблицы являются сезоны, столбцами — этапы чемпионата мира. В каждой клетке указаны сокращённое название этапа и результат, дополнительно обозначенный цветом. Расшифровка обозначений и цветов представлена в нижеследующей таблице. |                                                                    |
| \| Пример \| Описание \| \| ------------ \| ------------------------------------------------------------------ \| \| 1 \| Победитель \| \| 2 \| Второе место \| \| 3 \| Третье место \| \| 5 \| Финишировал, заработав очки \| \| Сход \| Не финишировал, но при этом заработал очки \| \| 12 \| Финишировал, не получив очков \| \| НКЛ \| Финишировал, но не попал в финальную классификацию \| \| 15 \| Участвовал вне зачёта, либо по отдельной классификации \| \| 18 \| Не финишировал, но попал в финальную классификацию \| \| Сход \| Не финишировал \| \| НКВ \| Не прошёл квалификацию \| \| НПКВ \| Не прошёл предквалификацию \| \| ДСК \| Дисквалифицирован \| \| ИСК \| Исключён из протокола соревнований \| \| ТТ \| Заявлен для участия только в тренировках \| \| НС \| Участвовал в квалификации, но не стартовал в гонке \| \| Т \| Травмирован или болен \| \| ОТК \| Отказ от участия \| \| НТР \| Прибыл на соревнования, но на трассу не выезжал \| \| НПР \| Был заявлен в числе участников, но не прибыл к началу соревнований \| \| О \| Соревнования отменены \| \| \| Не участвовал \| \| Поул-позиция \| \| \| Быстрый круг \| \| |                                                                    |
| Пример | Описание                                                           |
| 1 | Победитель                                                         |
| 2 | Второе место                                                       |
| 3 | Третье место                                                       |
| 5 | Финишировал, заработав очки                                        |
| Сход | Не финишировал, но при этом заработал очки                         |
| 12 | Финишировал, не получив очков                                      |
| НКЛ | Финишировал, но не попал в финальную классификацию                 |
| 15 | Участвовал вне зачёта, либо по отдельной классификации             |
| 18 | Не финишировал, но попал в финальную классификацию                 |
| Сход | Не финишировал                                                     |
| НКВ | Не прошёл квалификацию                                             |
| НПКВ | Не прошёл предквалификацию                                         |
| ДСК | Дисквалифицирован                                                  |
| ИСК | Исключён из протокола соревнований                                 |
| ТТ | Заявлен для участия только в тренировках                           |
| НС | Участвовал в квалификации, но не стартовал в гонке                 |
| Т | Травмирован или болен                                              |
| ОТК | Отказ от участия                                                   |
| НТР | Прибыл на соревнования, но на трассу не выезжал                    |
| НПР | Был заявлен в числе участников, но не прибыл к началу соревнований |
| О | Соревнования отменены                                              |
| | Не участвовал                                                      |
| Поул-позиция |                                                                    |
| Быстрый круг |                                                                    |

| Шасси  | Двигатель             | Шины | Пилоты     | 1   | 2   | 3   | 4    | 5   | 6   | 7    | 8   | 9   | 10  | 11  | 12  | 13  | 14  | 15  | 16   | 17   | 18  | Место | Очки |
| ------ | --------------------- | ---- | ---------- | --- | --- | --- | ---- | --- | --- | ---- | --- | --- | --- | --- | --- | --- | --- | --- | ---- | ---- | --- | ----- | ---- |
| MP4-23 | Mercedes-Benz FO 108V | B    |            | АВС | МАЛ | БАХ | ИСП  | ТУР | МОН | КАН  | ФРА | ВЕЛ | ГЕР | ВЕН | ЕВР | БЕЛ | ИТА | СИН | ЯПО  | КИТ  | БРА | 2     | 151  |
| MP4-23 | Mercedes-Benz FO 108V | B    | Хэмилтон   | 1   | 5   | 13  | 3    | 2   | 1   | Сход | 10  | 1   | 1   | 5   | 2   | 3   | 7   | 3   | 12   | 1    | 5   | 2     | 151  |
| MP4-23 | Mercedes-Benz FO 108V | B    | Ковалайнен | 5   | 3   | 5   | Сход | 12  | 8   | 9    | 4   | 5   | 5   | 1   | 4   | 10  | 2   | 10  | Сход | Сход | 7   | 2     | 151  |

### Результаты в квалификациях
| Шасси  | Двигатель             | Шины | Пилоты     | 1   | 2   | 3   | 4   | 5   | 6   | 7   | 8   | 9   | 10  | 11  | 12  | 13  | 14  | 15  | 16  | 17  | 18  | Поулы |
| ------ | --------------------- | ---- | ---------- | --- | --- | --- | --- | --- | --- | --- | --- | --- | --- | --- | --- | --- | --- | --- | --- | --- | --- | ----- |
| MP4-23 | Mercedes-Benz FO 108V | B    |            | АВС | МАЛ | БАХ | ИСП | ТУР | МОН | КАН | ФРА | ВЕЛ | ГЕР | ВЕН | ЕВР | БЕЛ | ИТА | СИН | ЯПО | КИТ | БРА | 8     |
| MP4-23 | Mercedes-Benz FO 108V | B    | Хэмилтон   | 1   | 4   | 3   | 5   | 3   | 3   | 1   | 3   | 4   | 1   | 1   | 2   | 1   | 15  | 2   | 1   | 1   | 4   | 8     |
| MP4-23 | Mercedes-Benz FO 108V | B    | Ковалайнен | 3   | 3   | 5   | 6   | 2   | 4   | 7   | 6   | 1   | 3   | 2   | 5   | 3   | 2   | 5   | 3   | 5   | 5   | 8     |